# W-23
W-23 — тральщик Імперського флоту Японії, який взяв участь у Другій світовій війні.
Корабель, який належав до типу W-19, спорудили у 1943 році на верфі Ishikawajima Shipbuilding у Токіо.
У травні 1943-го W-23 включили до 52-го дивізіону тральщиків, який базувався на Омінато (важлива база японського ВМФ на північному завершенні Хонсю). З цього часу корабель ніс патрульно-ескортну службу в північній зоні та неодноразово ходив до портів Отару, Вакканай (західне узбережжя Хоккайдо) і Одомарі (наразі Корсаков на півдні острова Сахалін). 24—26 червня 1943-го W-23 супроводив транспорт «Сінрю-Мару» (Shinryu Maru) до острова Матуа (центральна частина Курильського архіпелагу). Тут «Сінрю-Мару» сів на мілину, а за кілька діб загинув від вибуху власного вантажу (на той час W-23 вже полишив місце інциденту).
У останній декаді грудня 1943-го тральщик перейшов до Токійської затоки та певний час діяв у цьому районі. При цьому 17 січня 1944-го W-23 задіяли у безрезультатних пошуках американського підводного човна, який потопив транспорт в районі островів Ідзу, а 17—31 січня тральщик ескортував конвой № 3017, що прямував на Сайпан (Маріанські острови) і вже на підході до пункту призначення втратив один з двох транспортів від атаки субмарини. 28 лютого — 2 березня W-23 ескортував транспорт з Тітідзіми (острови Огасавара) на острів Мінаміторісіма (Маркус).
На початку квітня 1944-го тральщик уже повернувся до Омінато та до кінця року продовжував службу в північній зоні. Цього разу, окрім згаданих вище портів, він також відвідував Хакодате, Кусіро, Абасірі (відповідно південне, східне та північне узбережжя Хоккайдо), Сікука та Хонто (наразі Поронайськ та Невельськ на півдні Сахаліну).
12 червня 1944-го W-23 виходив з Одомарі для порятунку моряків з двох транспортів, потоплених підводним човном. З 17 по 22 серпня W-23 залучили до ескортування танкера «Хакуєй-Мару», який на початку місяця вискочив на камені на північному узбережжі Хоккайдо, а тепер був знятий з мілини та прямував на буксирі до Вакканай. Наприкінці вересня тральщик знову виходив з Одомарі для пошукової операції після потоплення субмариною транспортного судна. 4—16 листопада W-23 ескортував судно з Одомарі до Курильських островів Уруп та Ітуруп, а потім назад.
З 27 грудня 1944 по 26 січня 1945 тральщик пройшов ремонт у Омінато після чого повернувся до роботи в північній зоні, причому тепер він базувався на порт Муроран (південь Хоккайдо).
У підсумку W-23 пережив війну та потрапив у руки союзників. Є відомості, що восени 1947-го корабель був переданий СРСР як репарації.